# Vadásznő (Helena Bertinelli)
A Vadásznő, eredeti nevén Helena Bertinelli egy kitalált szereplő, szuperhős a DC Comics képregényeiben. A szereplőt Joey Cavalieri és Joe Staton alkotta meg. Első megjelenése a Huntress első számában volt, 1989 áprilisában. Helena Berinelli a harmadik szereplő a DC képregényeiben, aki a Vadásznő nevet használja.
Helena Bertinelli Gotham City egy maffiacsaládjába született visszahúzódó kislány volt. Hatéves korában az egyik rivális maffiacsalád elraboltatta. Kiszabadulása után a szülei bentlakásos iskolába küldték, majd tizenkilenc évesen szemtanúja volt, ahogy egy esküvőn egész családját lemészárolja egy bérgyilkos. Helena ezután a tragédia után, indította el keresztes hadjáratát Gotham bűnbandái ellen.